# Den sidste Hurdle
Den sidste Hurdle er en dansk stum melodramafilm fra 1912 produceret af Kinografen og instrueret af Einar Zangenberg, der også medvirker i en af filmens hoveroller. Filmens manuskript er skrevet af Fru Philip Sørensen og Carl Gandrup.
Filmen havde dansk premiere den 12. august 1912 i Kinografens egen biograf på Frederiksberggade i København. Filmen også distribueret i Storbritannien under titlen The Last Hurdle.

## Handling
To venner, Løjtnant Harder og Auditør Falck, bejler om den samme kvinde, Harriet Thompson, der beslutter, at give sin hund til den af de to, der vinder et hestevæddeløb. Vennerne aftaler at bytte heste for at stille dem lige, men Harder får sin oppasser til at fjerne en af hestens sko. Under væddeløbet falder Falck tilbage, og da hesten skal springer over den sidste forhindring, fejler den springet. Hesten knækker nakken, og Falck kommer alvorlig til skade. Han blive krøbling. Harriet Thompson kunne egentlig bedst lide Falck, men gifter sig med løjtnant Harder, da hun jo havde givet sit løfte. Ægteskabet mellem de to bliver ikke godt og plaget af løjtnantens spillelidenskab og udsvævende liv. Efter at Harder har overfuset sin oppasser, afslører oppasseren, at han på løjtnantens ordre havde fjernet hesteskoen, og Harder stilles for en krigsret, men auditøren vil ikke se sin tidligere ven og sin elskedes mand straffet. Efter en aften med spillelidenskab kommer Harder en dag hjem og ser i et syne Falck kigge bebrejdende på ham, og løjtnanten får et hjerteslag og dør. 
10 år senere mødes Falck og Harriet atter. Minderne lever endnu, men de er begge blevet gamle. Falck dør kort efter, og Harriet sidder ved hans dødsleje. Kort efter sidder hun i skumringen med et billede af sin elskede Falck og ser i et syne den unge Falck lyslevende foran sig. Han rækker armene ud til hende, og de to forenes i det evige liv.

## Medvirkende
- Edith Buemann Psilander - Harriet Thompson
- Aage Garde - Løjtnant Harder
- Einar Zangenberg - Auditør Falck
- William Bewer
- Peter Kjær